# 169 Dywizja Piechoty (III Rzesza)
169 Dywizja Piechoty (niem. 169. Infanterie-Division)  – niemiecka dywizja z czasów II wojny światowej, sformowana na mocy rozkazu z 28 listopada 1939, w 7. fali mobilizacyjnej w Offenbach am Main w IX Okręgu Wojskowym.

## Struktura organizacyjna
- Struktura organizacyjna w listopadzie 1939 roku:

378. i 379. pułk piechoty, 230. dywizjon artylerii lekkiej
- Struktura organizacyjna w styczniu 1940 roku:

378., 379. i 392. pułk piechoty, 230. pułk artylerii, 230. batalion pionierów, 230. oddział rozpoznawczy, 230. oddział przeciwpancerny, 230. oddział łączności, 230. polowy batalion zapasowy;
- Struktura organizacyjna w październiku 1942 roku:

378., 379. i 392. pułk grenadierów, 230. pułk artylerii, 230. batalion pionierów, 230. batalion fizylierów, 230. oddział przeciwpancerny, 230. oddział łączności, 230. polowy batalion zapasowy;

## Dowódcy dywizji
- Generalleutnant Philipp Müller – Gebhard 28 XI 1939 – 1 XII 1939;
- Generalleutnant Heinrich Kirchheim 1 XII 1939 – 1 II 1941;
- Generalleutnant Kurt Dittmar 1 II 1941 – 29 IX 1941;
- General Hermann Tittel 29 IX 1941 – 22 VI 1943;
- Generalleutnant Georg Radziej 22 VI 1943 – 8 V 1945;